# Fernando González Gortázar
Fernando González Gortázar (Ciudad de México, 19 de octubre de 1942 - 7 de octubre de 2022) fue un arquitecto, escultor y escritor mexicano.

## Biografía
González Gortázar nació en la Ciudad de México, hijo de José de Jesús González Gallo y Paz Gortázar Gutiérrez. Su padre fue secretario del presidente Manuel Ávila Camacho de 1940 a 1946. Se mudaron a Guadalajara a raíz de que su padre fue electo gobernador de Jalisco, donde pasó su infancia.
Desde 1990 vivía en su ciudad natal. Estudió arquitectura en la Universidad de Guadalajara y obtuvo su licenciatura en 1966, presentando como trabajo de tesis el proyecto de un Monumento Nacional a la Independencia. Durante su época de estudiante, tomó varios talleres de escultura con el maestro Olivier Seguin en la Escuela de Artes Plásticas del Centro Universitario de Arte Arquitectura y Diseño.
De 1967 a 1968 estudió estética con Pierre Francastel en la Escuela Superior de Arte y Arqueología (hoy Instituto de Arte y Arqueología), y sociología del arte con Jean Cassou en el Colegio de Francia, ambos en París.
Entre sus obras más importantes se cuentan La Gran Puerta (1969) en el Parque Amarillo, la Fuente de la Hermana Agua (1970), el ingreso al Parque González Gallo y La Torre de los Cubos (ambos de 1972), la Plaza Fuente (1973), la Casa González Silva (1980), el Paseo de los Duendes (1991), el Museo de la Cultura Maya (1993), el Centro de Seguridad Pública (1993), el Centro Universitario de Los Altos de la Universidad de Guadalajara (1993, todavía inconcluso), el Museo Chiapas de Ciencia y Tecnología (2005), y el Emblema de San Pedro (Centro Cultural Fátima y monumento Las Banderas, 2011), y Los Tres Pelos del Diablo (2014), todos en diversas ciudades de México, así como la Fuente de las Escaleras (Madrid, 1987) y El Árbol de El Escorial (El Escorial, 1995) en España, y La Columna Dislocada (1989) en el Museo al aire libre de Hakone, en Japón.
En 2000 impartió la Cátedra Extraordinaria Federico Mariscal, en la Facultad de Arquitectura de la Universidad Nacional Autónoma de México (UNAM). En 2009 realizó, como productor y conductor, Cancioncitas, música popular mexicana del siglo XX, serie de 26 programas para Radio UNAM, transmitido luego por varias estaciones de México y Colombia.

### Premios y distinciones
- Gran Premio Henry Moore, 1989, Japón.
- Premio Jalisco en Artes Plásticas, 1989, México.
- Premio América de Arquitectura, 2009, Panamá.
- Premio Nacional de Ciencias y Artes, Área de Bellas Artes, 2012, México.
- Miembro emérito del Sistema Nacional de Creadores de Arte, 2012, México.
- Doctor honoris causa de la Universidad de Guadalajara, México, 2013.
- Medalla de Bellas Artes, Instituto Nacional de Bellas Artes, 2014, México.